# Калиновка (Зубово-Полянський район)
Кали́новка (рос. Калиновка, ерз. Калиновка) — присілок у складі Зубово-Полянського району Мордовії, Росія. Входить до складу Горенського сільського поселення.
Населення — 183 особи (2010; 219 у 2002).
Національний склад станом на 2002 рік:
- мордва — 98 %